# ATP5L
ATP5L (англ. ATP synthase, H+ transporting, mitochondrial Fo complex subunit G) – білок, який кодується однойменним геном, розташованим у людей на короткому плечі 11-ї хромосоми. Довжина поліпептидного ланцюга білка становить 103 амінокислот, а молекулярна маса — 11 428.
| 10         |  | 20         |  | 30         |  | 40         |  | 50         |
| ---------- |  | ---------- |  | ---------- |  | ---------- |  | ---------- |
| MAQFVRNLVE |  | KTPALVNAAV |  | TYSKPRLATF |  | WYYAKVELVP |  | PTPAEIPRAI |
| QSLKKIVNSA |  | QTGSFKQLTV |  | KEAVLNGLVA |  | TEVLMWFYVG |  | EIIGKRGIIG |
| YDV        |  |            |  |            |  |            |  |            |

A: Аланін

D: Аспарагінова кислота

E: Глутамінова кислота

F: Фенілаланін

G: Гліцин

I: Ізолейцин

K: Лізин

L: Лейцин

M: Метіонін

N: Аспарагін

P: Пролін

Q: Глутамін

R: Аргінін

S: Серин

T: Треонін

V: Валін

W: Триптофан

Задіяний у таких біологічних процесах, як транспорт іонів, транспорт, синтез АТФ, транспорт протонів, ацетилювання. 
Локалізований у мембрані, мітохондрії, внутрішній мембрані мітохондрії.